# Апалачикола (Флорида)
Апалачикола (енгл. Apalachicola) град је у америчкој савезној држави Флорида. По попису становништва из 2010. у њему је живело 2.231 становника.

## Демографија
Према попису становништва из 2010. у граду је живело 2.231 становника, што је 103 (4,4%) становника мање него 2000. године.
| Група             | 2000.         | 2010.         |
| Белци             | 1.459 (62,5%) | 1.425 (63,9%) |
| Афроамериканци    | 815 (34,9%)   | 590 (26,4%)   |
| Азијати           | 9 (0,4%)      | 7 (0,3%)      |
| Хиспаноамериканци | 39 (1,7%)     | 148 (6,6%)    |
| Укупно            | 2.334         | 2.231         |